# Piotr Anderszewski
Piotr Anderszewski (Varsó, 1969. április 4. –) lengyel zongoraművész.

## Élete, munkássága
Piotr Anderszewski Varsóban született lengyel apától és magyar anyától. Hatéves korában kezdett zongorázni. Tanulmányait a Fryderyk Chopin Zeneakadémián, a Lyoni és Strasbourgi Konzervatóriumban, majd a Dél-kaliforniai Egyetemen végezte. Mesterkurzusokon tanult többek között Murray Perahiánál, Hélène Boschinál, Cong Funál és Leon Fleishernél. Karrierje az 1990-es leedsi zongoraversenyen kezdődött, annak ellenére, hogy a versenyt gyakorlatilag feladta. Az elődöntőben Beethoven Diabelli variációit, majd Webern Op 27-es Variációit játszotta, azonban a Webern közepén abbahagyta a játékát, és kivonult a színpad mögé, mert nem volt megelégedve a teljesítményével.
A verseny nyomán a nemzetközi koncertéletben 1991-ben mutatkozott be, a londoni Wigmore Hallban, ahol Beethoven Diabelli változatok és az Op.126-os Bagatellek című zongoraciklusát adta elő. Meghívást kapott a Teldectől is egy felvételre, de ezt nem vállalta, mert ekkor még úgy érezte, hogy a stúdiófelvételnél elvész az élő felvétel spontaneitása. Egy ideig Angliában, Európában turnézott, részben Viktorija Mullova hegedűművésszel együtt. Első lemezét is vele készítette a Philipsnél (Debussy, Janáček és Prokofjev szonátáit vették fel). Első önálló felvételeit Bach, Beethoven és Webern zongoraműveiből készítette a CD Accord kiadónál 1996-ban, melyet a kritikusok lelkesen fogadtak, és elnyerte a Fryderyk Chopin lengyel zenei díjat. 1999-ben a Harmonia Mundi kiadó kiadott egy albumot Anderszewski felvételeivel Bach műveiből. 2000-ben megkapta a Karol Szymanowski-díjat, a zeneszerző műveinek tolmácsolásáért, majd a Királyi Filharmonikus Társaság díjának is díjazottja lett a 2000. év hangszerese kategóriában (Murray Perahia, Itzhak Perlman, Schiff András és Evelyn Glennie volt a zsűriben). 2015-ben megkapta a Polonia Restituta Rend lovagkeresztjét. 2000-ben debütált Amerikában. Ebben az évben felvételi szerződést írt alá a Virgin Classicsszal (ma Warner Classics), és először a Diabelli variációkat rögzítette. Bruno Monsaigneon filmrendező dokumentálta a folyamatot és Anderszewski gondolatait a munkáról (Piotr Anderszewski a Diabelli-variációkat játssza címmel), ugyanúgy, ahogyan annak idején Glenn Gould esetében tette a Goldberg-variációk felvételekor. A rendező ezután még két filmet forgatott róla (Piotr Anderszewski, a nyugtalan utazó, Anderszewski Schumannt játszik).
Ebben az időben Piotr Anderszewski már nemzedéke egyik kiemelkedő zenészének számított. Az Independent lélegzetelállítónak és felejthetetlennek nevezte, a Daily Telegraph pedig dicsérte azt a szellemi erőt, mély érzelmi reakciót és élénk fantáziát, amelyet játéka közvetít. A világ számos országának hangversenytermében koncertezett, többek között a londoni Barbican Centre-ben és a Royal Festival Hallban, a Wiener Konzerthausban, a New York-i Carnegie Hallban, a szentpétervári Mariinszkij koncertteremben, a párizsi Théâtre des Champs-Elysées-ben, olyan zenekarokkal, mint a Berlini Filharmonikus Zenekar, a Chicagói és a Londoni Szimfonikus Zenekar, a Philadelphia Zenekar, a Royal Concertgebouw Zenekara, a Skót Kamarazenekar, a Sinfonia Varsovia és a Deutsche Kammerphilharmonie Bremen. Nem ritkán a zongora mellől vezényli a zenekart.
Számos kiemelkedő és díjakkal elismert hangfelvételt készített. A Warnernél készített első lemeze, a Diabelli variációk több díjat is kapott, köztük a Choc du Monde de la Musique és az Echo Klassik-díjat. Bach Partítáinak felvételét Grammy-díjra jelölték, Chopin műveit tartalmazó lemezét a kritikusok elismeréssel fogadták. Szymanowski szólózongora műveinek felvétele 2006-ban megkapta a Gramophone-díjat a legjobb hangszeres lemezért. Schumann szólóműveinek felvétele 2011-ben Echo Klassik-díjat, 2012-ben BBC Music Magazine-díjat kapott, és az év felvétele is lett.
Anderszewski 2000 óta a Warner Classics exkluzív művésze, 2005 óta Steinway-művész. 1990 óta Párizsban, de inkább Lisszabonban él. Lengyelül, magyarul, franciául, angolul és portugálul beszél. Nővére, Dorota Anderszewska (1967. július 22.) hegedűművész.

## Díjai, elismerései
- 1994: Paszport „Polityki” – Muzyka[15]
- 1996: Fryderyk-díj, Az év lemeze – szólózene kategóriában (Bach, Beethoven, Webern CD-jéért)[16]
- 2000: Szymanowski Alapítványi díj
- 2001: Royal Philharmonic Society Music Award, az év hangszerese[17]
- 2001: Diapason d'Or, a Diabelli variációk felvételéért[11]
- 2001: Choc du Monde de la Musique díj, a Diabelli variációk felvételéért[11]
- 2001: Editor's Choice for Gramophone díj, a Diabelli variációk felvételéért[11]
- 2001: Rekomendande Classica díj, a Diabelli variációk felvételéért[11]
- 2002: Gilmore Artist Award[11]
- 2002: Echo Klassik díj, az év fiatal művésze
- 2011: Preis der Deutschen Schallplattenkritik (Német lemezkritikusok díja), a Schumann-felvételért[18]
- 2011: Echo Klassik díj, az év szólóhangszeres felvétele, a Schumann-felvételért
- 2006: Gramophone komolyzenei díj a Szymanowski-felvételért[19]
- 2012: A BBC Music Magazine Awards, hangszeres művek és az év felvétele kategóriában, a Schumann felvételért[20]
- 2015: A Polonia Restituta Rend lovagkeresztje[21]
- 2015: Gramophone klasszikus zenei díj a hangszeres kategóriában, Bach 1., 3. és 5. angol szvitjének felvételéért[22]
- 2015: Echo Klassik díj az év szólófelvétele kategóriában, Bach 1., 3. és 5. angol szvitjének felvételéért
- 2017: Preis der Deutschen Schallplattenkritik, a Fantaisies lemezért[18]
- 2018: Preis der Deutschen Schallplattenkritik, a Mozart-lemezért[18]

## Felvételei
Válogatás az AllMusic és a Discogs kimutatása alapján.
| Megjelenés | Tartalom                                                                                  | Közreműködők                                    | Kiadó           |
| ---------- | ----------------------------------------------------------------------------------------- | ----------------------------------------------- | --------------- |
| 1995       | Debussy, Janáček, Prokofjev: Sonatas for violin and piano                                 | Viktorija Mullova                               | Philips         |
| 1996       | Bach: English suite No 6, Beethoven: Sonata Op. 110, Webern: Variations Op. 27            |                                                 | CD Accord       |
| 1997       | Brahms: Sonatas for violin and piano                                                      | Viktorija Mullova                               | Philips         |
| 1999       | Bach: Suite Française No. 5; Overture in the french style                                 |                                                 | Harmonia Mundi  |
| 2000       | J.S. Bach: Keyboard works                                                                 | Sean Duggan, Konstantin Lifschitz, Paul Maillet | Plexa           |
| 2000       | Beethoven: Diabelli variations                                                            |                                                 | Virgin Classics |
| 2002       | Bach: Partitas 1, 3, 6                                                                    |                                                 | Virgin Classics |
| 2002       | Mozart: Piano concertos 21 & 24                                                           | Sinfonia Varsovia                               | Virgin Classics |
| 2003       | Chopin: Ballades, Mazurkas, Polonaises                                                    |                                                 | Virgin Classics |
| 2005       | Szymanowski: Piano Sonata No. 3, Métopes, Masques                                         |                                                 | Virgin Classics |
| 2006       | Mozart: Piano concertos 17 & 20                                                           | Scottish Chamber Orchestra                      | Virgin Classics |
| 2008       | Piotr Anderszewski at Carnegie Hall (Bach, Schumann, Janáček, Beethoven, Bartók)          |                                                 | Virgin Classics |
| 2008       | Beethoven: Bagatelles, Piano concerto No. 1                                               | Deutsche Kammerphilharmonie Bremen              | Virgin Classics |
| 2010       | Schumann: Humoreske Op. 20, Studien für den Pedalflügel Op. 56, Gesänge der Frühe Op. 133 |                                                 | Virgin Classics |
| 2014       | Bach: English suites 1, 3 & 5                                                             |                                                 | Warner Classics |
| 2017       | Mozart, Schumann: Fantasies (DVD is)                                                      |                                                 | Warner Classics |
| 2018       | Mozart: Piano concertos 25 & 27                                                           | Chamber Orchestra of Europe                     | Warner Classics |
| 2018       | Sosztakovics: String quartet No. 3, Piano quintet                                         | Belcea Quartet                                  | Alpha Classics  |
| 2021       | Bach: Well-Tempered Clavier                                                               |                                                 | Warner Classics |